# Ipconfig
ipconfig е помощна програма с команден ред за управление на мрежови интерфейси в Microsoft Windows. Тя показва текущата конфигурация на дадена TCP/IP мрежа и може да променя настройките на DHCP и DNS. Използвана без параметри, тя извежда информация за MAC адреса, IP адреса, подмрежовата маска и мрежовият шлюз за всички адаптери.
За изпълнението ѝ е нужно да се въведе командата ipconfig в конзолното приложение на операционната система.

## Параметри
| Параметър                     | Описание |
| ----------------------------- | --- |
| /all                          | Показва пълна информация за всички адаптери. |
| /release [адаптер]            | Изпраща съобщение DHCPRELEASE към DHCP сървъра, за да освободи текущата DHCP конфигурация и да изтрие конфигурацията на IP адресите на всички адаптери (ако не е зададен адаптер) или на дадения адаптер. Този параметър изключва TCP/IP за адаптерите, настроени да получават автоматично IP адреси. |
| /renew [адаптер]              | Обновява IP адреса за дадения адаптер или за всички (ако не е зададен такъв). Достъпен е само при настройка за автоматично получаване на IP адрес. |
| /flushdns                     | Изчиства DNS кеша. |
| /registerdns                  | Обновява всички резервирани DHCP адреси и пререгистрира DNS. |
| /displaydns                   | Показва съдържанието на текущия DNS кеш. |
| /showclassid адаптер          | Показва ClassID на DHCP за дадения адаптер. Достъпен е само при настройка за автоматично получаване на IP адрес. |
| /setclassid адаптер [ClassID] | Променя ClassID на DHCP за дадения адаптер. Достъпен е само при настройка за автоматично получаване на IP адрес. |
| /?                            | Показва помощна информация. |